# Tectaria mesodon
Tectaria mesodon là một loài thực vật có mạch trong họ Dryopteridaceae. Loài này được (Copel.) M.G. Price miêu tả khoa học đầu tiên năm 1972.